# نظرية سولومونوف في الاستدلال الاستقرائي
نظرية سولومونوف في الاستدلال الاستقرائي هي دليل رياضي على أنه إذا تم إنشاء الكون من خلال خوارزمية، فمن الأفضل توقع ملاحظات هذا الكون كمجموعة بيانات، من خلال أصغر أرشيف قابل للتنفيذ لمجموعة البيانات هذه، تم تقديم هذا الشكل للحث بواسطة راي سولومونوف، بناءً على نظرية الاحتمالات وعلوم الحاسوب النظرية. يستمد استقراء سولومونوف اللاحتمال لأي نظرية قابلة للحساب، بالنظر إلى تسلسل البيانات المرصودة. يُشتق هذا الاحتمال اللاحق من قاعدة بايز وبعض القواعد العامة السابقة، أي السابقة التي تعين احتمالًا إيجابيًا لأي نظرية حسابية.

## الأصل
الفلسفي
تستند النظرية إلى أسس فلسفية، وقد أسسها راي سولومونوف حوالي عام 1960. [بحاجة لمصدر] وهي عبارة عن تركيبة رياضي ة ومبدأ التفسيرات المتعددة، تُستخدم جميع النظريات الحسابية التي تصف بشكل مثالي الملاحظات السابقة لحساب احتمالية الملاحظة التالية، مع إعطاء وزن أكبر للنظريات الحاسوبية البسيطة. يعتمد الذكاء الاصطناعي العالمي لماركوس هوتر على هذا لحساب القيمة المتوقعة من خلال هذا الإجراء.
الرياضيات
يعتمد إثبات نظرية «الشفرة» على الخصائص الرياضية المعروفة لتوزيع الاحتمالات على مجموعة معدودة.  يجب أن يكون مجموع احتمالات جميع البرامج مساويًا تمامًا لواحد صحيح وبالتالي يجب أن تنخفض الاحتمالات تقريبًا عندما نعدد المجموعة اللانهائية من جميع البرامج، وإلا فإن (س) ستكون أكبر من واحد.

## التطبيقات الحديثة
الذكاء الاصطناعي
على الرغم من أن الاستدلال الاستقرائي لسولومونوف غير قابل للحساب الرياضي، إلا أن العديد من الخوارزميات المشتقة من (AIXI)[بحاجة لمصدر] تقربه من أجل تشغيله على أجهاز الحاسوب الحديثة. كلما زادت قوة الحوسبة المعطاة لهم، كلما اقتربت تنبؤاتهم من تنبؤات الاستدلال الاستقرائي لسولومونوف.
هناك اتجاه آخر للاستدلال الاستقرائي يعتمد على نموذج إي مارك جولد للتعلم في حدود 1967 وقد قام بتطوير  المزيد والمزيد من نماذج التعلم منذ ذلك الحين.
آلات تورينج
يقوم الاتجاه الثالث القائم على الرياضيات للاستدلال الاستقرائي باستخدام نظرية الأتمتة والحساب. في هذا السياق، يتم تنفيذ عملية الاستدلال الاستقرائي بواسطة إنسان آلي مجرد يسمى آلة تورينج الحثية. تمثل آلات تورينج الحثية الخطوة التالية في تطوير علوم الحاسوب حيث تقدم نماذج أفضل لأجهزة الحاسوب وشبكات الحاسوب المعاصرة وتشكيل فئة مهمة من الخوارزميات عالية التكرار لأنها تلبي جميع الشروط في تعريف الخوارزمية. على وجه التحديد، كل آلة تورينج استقرائية هي نوع من الطرق الفعالة التي من عن طريقها ستنتقل قائمة محددة من التعليمات المحددة جيدًا لإكمال المهمات، عند إعطائها حالة أولية، من خلال سلسلة محددة جيدًا من الحالات المتتالية.